# Патриотическое народное движение
Патриотическое народное движение (фин. Isänmaallinen kansanliike, IKL) — финляндская ультраправая партия 1932—1944 годов. 
Продолжала традицию правопопулистского Лапуаского движения. 
Занимала позиции крайнего финского национализма, антикоммунизма и антисоветизма, отстаивала идеи фашистского корпоративизма и создания Великой Финляндии.
Располагала военизированным формированием, была связана с профдвижением и предпринимательством, имела представительство в Эдускунте.
Запрещена по требованию СССР после выхода Финляндии из Второй мировой войны.

## Продолжение Лапуаского движения
27 февраля 1932 года ультраправые боевики Лапуаского движения атаковали митинг социал-демократов в Мянтсяля.
Местный инцидент обретал черты общенационального мятежа во главе с Вихтори Косола и генералом Валлениусом.
Правые радикалы требовали отставки кабинета Юхо Сунила и установления режима фашистского типа. В течение недели мятеж был подавлен правительственными силами, решающее значение имело выступление президента Свинхувуда. Более пятидесяти вожаков во главе с Косола и Валлениусом арестованы, деятельность Лапуаского движения запрещена.
Праворадикальные активисты вынуждены были искать иную легальную форму политической организации. Было принято решение создать политическую партию, которая займётся не только акциями прямого действия (как Лапауское движение), но будет соблюдать формальное законодательство и участвовать в выборах. Такой партией стало Патриотическое народное движение (IKL) 5 июня 1932 года.

## Руководство, идеология, программа
Руководство и актив партии рекрутировались в основном из Лапуаского движения. Первым председателем IKL был избран признанный лидер финских ультраправых Вихтори Косола, на тот момент находящийся в тюрьме. В руководство также вошли экономист Вильхо Аннала, историк и дипломат Герман Гуммерус, журналист и писатель Эркки Ряйккёнен, бывший командующий финляндскими ВВС Арне Сомерсало, юрист Бруно Сальмиала, директор школы в Лапуа Хилья Рийпинен. Членами IKL были профессор-математик Рольф Неванлинна и популярный писатель Вильхо Хеланен.
После кончины Вихтори Косолы в 1936 году председателем IKL стал Вилхо Аннала.
Идеология и политическая программа IKL во многом воспроизводили установки Карельского академического общества (ультраправый активист Вильхо Хеланен трижды был его председателем) и наследовались от Лапуаского движения. Основными положениями партийной доктрины были крайний финский национализм, правый радикализм и антикоммунизм. Партия выступала за создание Великой Финляндии, присоединение обширных территорий СССР и Швеции. Кроме того, IKL выступала за популистские реформы политической системы — всенародное избрание президента (а не коллегией выборщиков), вынесение на референдумы вопросов общенационального значения.

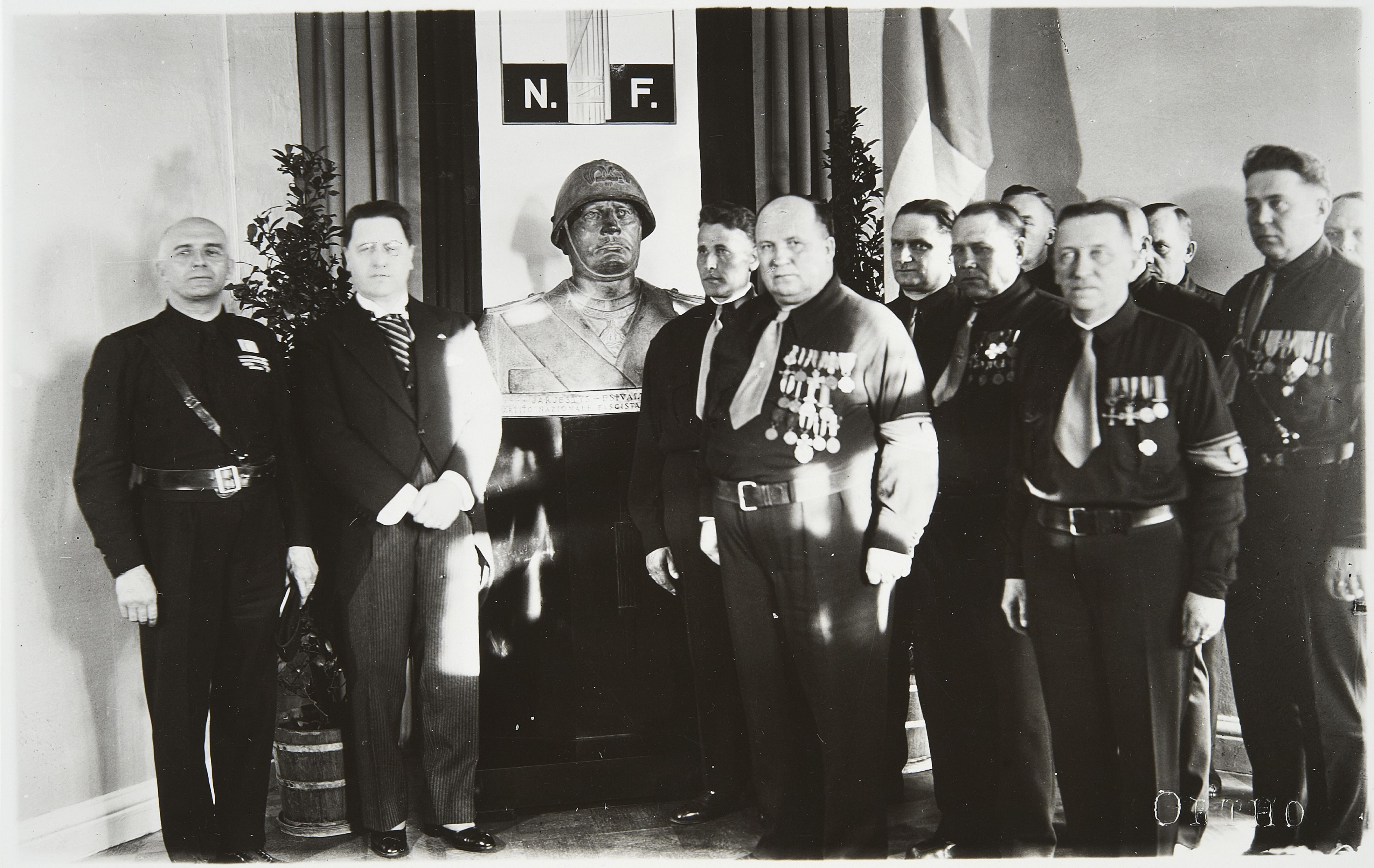
Лидеры IKL (третий слева — Вилхо Аннала, четвёртый, на переднем плане — Вихтори Косола) принимают от итальянской делегации бюст дуче. 7 июня 1935, Хельсинки, ресторан «Чёрный медведь»

Во внутренней политике проповедовались идеи классового мира, социального партнёрства и фашистского корпоративизма. Итальянский режим Бенито Муссолини подавался как образец общественно-государственного устройства с поправкой на финские национальные традиции. Заметное место занимала фенномания, доходящая до дискриминации шведского языка и шведского населения. Последняя позиция создавала серьёзные трения в отношениях IKL с фельдмаршалом Маннергеймом.
Во внешней политике IKL стояла на позициях крайнего антисоветизма, выступала за сотрудничество с Третьим рейхом и фашистской Италией, помощь франкистам в испанской гражданской войне, покровительство режиму Карлиса Улманиса в Латвии, помощь эстонским вапсам Артура Сирка. В то же время IKL осудила Мюнхенское соглашение и Итальянское вторжение в Албанию — поскольку усмотрело в этом нарушение национальных прав. Лояльность IKL к рейху была также сильно поколеблена советско-германским сближением 1939.
В партийном руководстве были заметны противоречия между ультраправыми радикалами (Косола, Аннала, Сомерсало, Рийпинен) и более умеренными консервативными центристами (Сальмиала, Ряйкёнен, Гуммерус). Более влиятельным являлось радикальное крыло.
С некоторыми из прежних лапуаских активистов отношения у IKL не сложились. С предпринимателем Рафаэлем Хаарлой произошёл разрыв из-за его увлечения масонством. Лапуаский боевик-оперативник Кости-Пааво Ээролайнен состоял в IKL, но критиковал партию за чрезмерную умеренность.

## Партийная политика

### Поддержка, структуры, символика
Социальную базу IKL составили преимущественно зажиточные крестьяне (из этой среды происходил Косола), образованный средний класс (к нему принадлежал Аннала), отчасти госслужащие (Рийпинен была директором государственной школы и дочерью полицейского стражника), лютеранские священнослужители, студенты, более всего — члены Охранного корпуса и Лотта Свярд. Видную роль в создании и деятельности IKL сыграли священники и миряне лютеранского движения Herännäisyys (Просветление). В частности, к Herännäisyys с детства принадлежала Хилья Рийпинен, получившая в партии прозвище Верховная жрица.
Партия имела молодёжную организацию Sinimustat (Сине-чёрные, по цветам униформы — чёрная рубашка, синий галстук), члены которой проходили военную подготовку. Во главе этих «штурмовых отрядов», запрещённых правительством в 1936, стоял лютеранский священник Элиас Симойоки — капеллан финской армии, погибший на Зимней войне.
С IKL был аффилирован корпоративистский профсоюз SKA. Поступало финансирование от представителей средней буржуазии, преимущественно торговой. Важной организационной опорой партии являлась сеть ресторанов Musta Karhu (Чёрный медведь).
Официальным партийным приветствием в IKL был римский салют, заимствованный у итальянских фашистов. В партийных речовках иногда звучало имя Косолы, в чём ощущалось влияние германского нацизма. Символом партии являлся силуэт человека с занесённой дубиной верхом на медведе.

### Электоральные результаты. Конфликты с властями
Первая парламентская фракция IKL учредилась в 1933 году и насчитывала 14 депутатов из 200. Всё её члены ранее состояли в консервативной партии Национальная коалиция и представляли крайне правое крыло.
На выборах 1936 года IKL получила 8,34 % голосов и сохранила 14 мандатов. В 1939 году поддержка партии снизилась: 6,65 % и 8 мандатов. На президентских выборах 1937 партия поддерживала кандидатуру Пера Свинхвуда, который уступил Кюёсти Каллио.
Отношения IKL с центристскими правительствами, в которых участвовали социал-демократы, были враждебными. Главным противником IKL являлся министр Урхо Кекконен (послевоенный президент, проводивший политику сближения с СССР), неоднократно ставивший вопрос о запрете IKL как организации экстремистской, антигосударственной и располагающей частной силовой структурой. Кекконен заявлял, что запрет IKL так же необходим, как подавление коммунистов в 1918. Однако запретить партию по суду не удалось.

## Позиция в войне
IKL жёстко критиковала правительство за неудачное ведение Зимней войны и территориальные уступки по Московскому мирному договору. Эта критика была воспринята в обществе. Правительственный курс стал более антисоветским. В январе 1941 председатель IKL Вилхо Аннала впервые стал членом правительства, заняв пост министра транспорта и общественных работ в кабинете Йохана Рангелла.
На этот период пришлось примыкание Финляндии к гитлеровской Оси и участие в войне против СССР. IKL выступала за максимально тесный альянс с Германией и максимальную военную активность. В бою с советскими войсками 17 августа 1941 погиб Арне Сомерсало.
Однако влияние партии в обществе в это время скорее снизилось. Этот парадокс объяснялся тем, что поддержка IKL создавалась протестными настроениями, симпатии привлекались её оппозиционностью.
19 сентября 1944 администрация Маннергейма заключила соглашение о перемирии с СССР и Великобританией. Статья 21 соглашения предусматривала «прекращение фашистской пропаганды» и «запрет фашистских организаций» Финляндии. На этом основании деятельность IKL была запрещена 23 сентября 1944.

## Продолжение традиции нацизма
После войны деятели IKL утратили политическое влияние, были сняты с должностей, но не подверглись репрессиям. Многие члены — в том числе Нийло Косола, сын Вихтори Косола, впоследствии депутат парламента и министр сельского хозяйства — примкнули к Национальной коалиции.
Некоторые позиции IKL — например, всенародное избрание президента или создание государственного органа, координирующего позиции работодателей и профсоюзов — реализованы в социально-политической системе современной Финляндии.
В 1993 году капитан дальнего плавания Матти Ярвихарью, ранее вице-председатель антикоммунистической Конституционной правой партии, основал Патриотическую народную лигу, вскоре переименованную в Патриотическое народное движение. Новая организация повторила ряд идеологических установок IKL 1930—1940-х годов, воспроизвела его символику. Выступала с позиций крайнего великофинляндского национализма, выдвигала антироссийские лозунги, требовала присоединения Карелии. Партия требовала также ограничить мусульманское проникновение в Финляндию. Поддерживала связи с французским Национальным фронтом, бельгийским Фламандским интересом, Шведскими демократами. Ремейк IKL не получил в стране сколько-нибудь заметной поддержки, к 2011 деятельность организации прекратилась.
Как реальный продолжатель традиции IKL в современной Финляндии рассматривается партия Истинные финны.